# Hellín (Gerichtsbezirk)
Der Gerichtsbezirk Hellín ist einer der sieben Gerichtsbezirke in der Provinz Albacete.
Der Bezirk umfasst 13 Gemeinden auf einer Fläche von 3.507,82 km² mit dem Hauptquartier in Hellín.

## Gemeinden
| Gemeinde              | Einwohner (2024) | Fläche km² | Dichte Einw./km² | Cod INE | Postleitzahl        |
| --------------------- | ---------------- | ---------- | ---------------- | ------- | ------------------- |
| Albatana              | 663              | 30,52      | 22               | 02004   | 02653               |
| Ayna                  | 608              | 146,81     | 4                | 02011   | 02125               |
| Elche de la Sierra    | 3.596            | 239,49     | 15               | 02030   | 02430               |
| Férez                 | 605              | 126,14     | 5                | 02031   | 02436               |
| Hellín                | 30.812           | 781,19     | 39               | 02037   | 02400               |
| Letur                 | 922              | 263,56     | 3                | 02042   | 02434               |
| Liétor                | 1.063            | 311,57     | 3                | 02044   | 02410               |
| Molinicos             | 785              | 143,59     | 5                | 02049   | 02440, 02448, 02449 |
| Nerpio                | 1.150            | 435,78     | 3                | 02055   | 02530               |
| Ontur                 | 1.890            | 54,38      | 35               | 02056   | 02652               |
| Socovos               | 1.662            | 138,61     | 12               | 02072   | 02435               |
| Tobarra               | 7.947            | 324,96     | 24               | 02074   | 02500               |
| Yeste                 | 2.509            | 511,22     | 5                | 02086   | 02480               |
| Gerichtsbezirk Hellín | 54.212           | 3.507,82   | 15               | –       | –                   |